# سيرج بيرديغو
سيرج بيرديغو أو سيرج بردوغو (1937-)، محام وسياسي مغربي.

## حياته
من مواليد مدينة مكناس، سياسي مغربي يهودي مقيم في مدينة الدار البيضاء، يشغل منصب أمين عام مجلس الطوائف اليهودية بالمغرب.

## مسيرته
عمل مفوضاً بالبنك الوطني المغربي للتنمية الاقتصادية من سنة 1964 إلى 1968 حيث أصبح مديراً عاماً لشركة الأشغال الفلاحية والصناعية والعمومية. وفي سنة 1970 تولى منصب المتصرف الوحيد لشركة الدراسات والتمثيلية والمساهمات الصناعية. ليشغل بعد ذلك، ومنذ سنة 1982، منصب المتصرف المنتدب للشركة الشريفة للأشغال الإفريقية.
كما أنه كاتب عام لمجلس الطوائف اليهودية بالمغرب، ورئيس للتجمع العالمي لليهود المغاربة. في سنة 1979 أصبح ممثلاً للمغرب في المؤتمر العالمي لليهود.

## مناصب

### في عهد الملكالحسن الثاني
- وزير السياحة في حكومة العمراني السادسة وحكومة الفيلالي الأولى من 11 نونبر 1993 إلى 31 يناير 1995.[6][7]

### في عهد الملكمحمد السادس
- سفير متجول للمغرب منذ 20 مارس 2006 بمدينة أكادير جنوب المغرب لمساره المهني وتجاربه في مختلف جوانب الحياة الوطنية والدولية.

## أوسمة
- وسام العرش من درجة ضابط (1995)[8]